# Stolz und Vorurteil (1995)
Stolz und Vorurteil (Originaltitel: Pride and Prejudice) ist eine britische Fernsehverfilmung des gleichnamigen Jane-Austen-Romans aus dem Jahr 1995. Sie entstand im Auftrag der BBC nach dem Drehbuch von Andrew Davies und unter der Regie von Simon Langton. In den Hauptrollen der sechsteiligen Literaturverfilmung, die in Großbritannien und den Vereinigten Staaten ein Straßenfeger war, sind Jennifer Ehle und Colin Firth zu sehen. In Deutschland wurde Stolz und Vorurteil erstmals zu Ostern 1997 in gekürzter Fassung als Dreiteiler im ZDF gezeigt.

## Handlung
Der wohlhabende Charles Bingley bezieht als neue Sommerresidenz den Landsitz Netherfield im englischen Hertfordshire. Seine neue Nachbarin Mrs. Bennet ist von seiner Ankunft hellauf begeistert. Da die Bennets keinen männlichen Erben besitzen, droht das Familiengut Longbourn nach dem Tod von Mr. Bennet an dessen Cousin Mr. Collins zu fallen. Mrs. Bennet ist daher bestrebt, ihre fünf Töchter mit vermögenden Männern wie Mr. Bingley zu verheiraten. Ihre älteste Tochter Jane gilt als Lokalschönheit mit sanftem Gemüt. Die zweitälteste, Elizabeth, auch „Lizzy“ genannt, ist blitzgescheit und wortgewandt, während die unscheinbare Mary sich lieber dem Klavierspielen hingibt, als sich albern den örtlich stationierten Offizieren an den Hals zu werfen, wie es die beiden jüngsten Schwestern Kitty und Lydia tun.
Ball in Meryton
Auf einem Ball in Meryton lernen die Bennets Bingley schließlich kennen. Er erscheint zusammen mit seinen Schwestern Caroline und Louisa und seinem Freund Mr. Darcy, der wie Bingley noch unverheiratet ist und über ein noch größeres Vermögen verfügt. Während der freundliche Bingley sich umgehend zu Jane hingezogen fühlt, ist die ländliche Gesellschaft dem stolzen Darcy zutiefst zuwider. Sein Freund versucht, ihn zum Tanzen zu überreden, und schlägt Elizabeth als Tanzpartnerin vor. Darcy findet, dass Elizabeth zwar annehmbar, aber nicht hübsch genug sei, um ihn in Versuchung zu führen. Elizabeth, die seine herablassenden Worte hören konnte, hegt fortan eine große Abneigung gegen ihn.
Aufenthalt in Netherfield
Um eine eheliche Verbindung ihrer ältesten Tochter mit Bingley zu sichern, schickt Mrs. Bennet Jane allein nach Netherfield. Aufgrund eines Regenschauers fängt sich Jane unterwegs eine Erkältung ein, weshalb sie für mehrere Tage in Netherfield verweilen muss und Bingley dabei näher kommt. Elizabeth macht sich Sorgen um ihre Schwester, mit der sie sich tief verbunden fühlt. Beide wollen aus Liebe heiraten, sehen sich jedoch verpflichtet, ihrer Familie zuliebe eine gute Partie zu machen. Als Jane per Brief Elizabeth um Beistand bittet, weil sie sich in Gegenwart von Bingleys hochnäsigen Schwestern unwohl fühlt, macht sich Elizabeth sofort auf den Weg nach Netherfield. Als sie dort zu Fuß eintrifft, begegnet ihr Darcy, der ebenfalls Gast der Bingleys ist. Beide tun sich schwer im Umgang miteinander, zumal sich Darcy für sie zu interessieren beginnt. Ihm imponieren ihr scharfer Verstand und ihre Offenheit. Auch ihr äußerlicher Liebreiz lässt ihn nicht länger kalt.
Ankunft von Mr. Collins
Zurück in Longbourn begrüßen die Bennets ihren Cousin Mr. Collins, einen Pfarrer, der keine Gelegenheit auslässt, um selbstgefällig von seiner reichen Gönnerin Lady Catherine de Bourgh zu erzählen. Mrs. Bennet gegenüber äußert er den Wunsch, eine ihrer fünf Töchter zu heiraten, um das Erbe großzügigerweise in der Familie der Bennets zu belassen. Er hat dabei ein Auge auf Jane geworfen, wählt aber auf Mrs. Bennets Einwand hin, Jane sei bereits an Mr. Bingley vergeben, Elizabeth als seine Zukünftige aus. Unterwegs in Meryton lernen die Bennet-Schwestern den charmanten Offizier George Wickham kennen. Als Darcy zu ihnen stößt und Wickham erkennt, reitet er an ihnen vorbei, ohne sie zu grüßen. Um Darcys unhöfliches Verhalten Elizabeth zu erklären, vertraut Wickham ihr an, dass er Darcy seit Kindertagen kenne. Dessen Vater habe ihn geliebt wie einen eigenen Sohn, weshalb er ihm einen Teil seines Vermögens und eine kleine Pfarrei vermachen wollte. Aus Eifersucht habe Darcy nach dem Tod seines Vaters Wickham das versprochene Erbe verweigert und ihn damit zum Militärdienst gezwungen. Elizabeth ist schockiert und sieht ihren schlechten Eindruck von Darcy bestätigt.
Ball in Netherfield
Als Bingley einen Ball in Netherfield veranstaltet, treffen Elizabeth und Darcy erneut aufeinander. Zu ihrer Überraschung fordert er sie zum Tanz auf. Da ihr spontan keine Ausrede einfällt, willigt sie der Etikette wegen ein, wirft Darcy jedoch beim Tanzen dessen Fehlverhalten gegenüber Wickham vor. Darcy wiederum behagt es nicht, wie berechnend Elizabeths Mutter ihre Töchter zu verkuppeln versucht und allen verkündet, dass eine Verlobung von Jane und Bingley kurz bevorstehe, zumal Darcy bezweifelt, dass Jane seinen Freund Bingley aufrichtig liebt. Am nächsten Morgen macht Mr. Collins Elizabeth einen Heiratsantrag, den sie zum Entsetzen ihrer Mutter ablehnt, dafür aber den wohlwollenden Zuspruch ihres Vaters erhält. Als sie erfährt, dass sich ihre beste Freundin Charlotte Lucas mit Mr. Collins verlobt hat, ist sie überrascht. Im Gegensatz zu ihr gibt sich Charlotte damit zufrieden, in Mr. Collins einen Mann gefunden zu haben, der ihr ein sorgenfreies Leben bieten kann.
Aufbruch nach London
Als die Bingleys im Herbst nach London zurückkehren, ist Jane überzeugt, dass Bingley nicht länger an ihr interessiert ist. Elizabeth ist sich jedoch sicher, dass hinter der plötzlichen Abreise Bingleys Schwestern stecken, um eine Heirat zwischen ihrem Bruder und Jane zu verhindern. Ermutigt durch ihre Schwester, besucht Jane ihren Onkel und ihre Tante, Mr. und Mrs. Gardiner, in London. Per Brief teilt sie Bingley ihren Aufenthalt in London mit, erhält aber weder eine Antwort, noch eine Einladung. Währenddessen besucht Elizabeth ihre Freundin Charlotte, die inzwischen Mr. Collins geheiratet hat. Zusammen werden sie von Lady Catherine de Bourgh nach Rosings eingeladen. Lady Catherine, die es gewohnt ist, dass man ihr mit Unterwürfigkeit begegnet, ist empört über Elizabeths offene Art. Sie gibt ihr deutlich zu verstehen, dass sie von ihr und ihrer Familie nicht viel hält. Darcy, der Lady Catherines Neffe ist, trifft mit seinem Cousin Colonel Fitzwilliam ebenfalls in Rosings ein. Von Colonel Fitzwilliam erfährt Elizabeth, dass es Darcy war, der Bingley geraten hat, Jane nicht wiederzusehen.
Darcys Heiratsantrag
Unerwartet gesteht Darcy Elizabeth seine Liebe und bittet um ihre Hand, obwohl ihm ihre Familie nicht zusagt und er damit gegen seine Interessen, seinen Stand und seinen Willen handelt. Da er das Glück ihrer Schwester zerstört und offenbar Wickham um sein Erbe gebracht hat, lehnt Elizabeth seinen Antrag entschieden ab. Später lässt Darcy ihr einen Brief zukommen, in dem er ihr die Beweggründe für sein Handeln erläutert. Als Freund habe er Bingley den Rat gegeben, Jane zu vergessen, weil diese ihn seinem Eindruck nach nicht liebe. In diesem Fall habe er sich geirrt. Mr. Wickham gegenüber habe er sich jedoch nichts vorzuwerfen. Nach dem Tod seines Vaters habe Wickham von ihm verlangt, ihm die Pfarrei auszuzahlen, um mit der Abfindung seinen verschwenderischen Lebenswandel zu finanzieren. Als ihm das Geld erneut ausgegangen sei, habe sich Wickham an Darcys jüngere Schwester Georgiana herangemacht, um mit der damals erst 15-Jährigen und ihrem Erbe von 30.000 Pfund durchzubrennen. Darcy habe dies jedoch verhindern können. Elizabeth wird bewusst, wie sehr sie sich offenbar in Darcy getäuscht hat, und sie bereut ihre Vorbehalte gegen ihn.
Wiedersehen in Pemberley
Elizabeth wird von ihren Verwandten, den Gardiners, eingeladen, sie auf einer Reise nach Derbyshire zu begleiten. Auf ihrer Erkundungstour durch die Gegend machen sie auch Halt in Pemberley, dem herrlich gelegenen Wohnsitz von Darcy. Da dieser gegenwärtig nicht in Pemberley weilt, dürfen Elizabeth und die Gardiners in Begleitung der Hausdame das prächtige Anwesen besichtigen. Im Garten kommt Darcy unerwartet Elizabeth entgegen. Peinlich berührt, will Elizabeth unverzüglich abreisen, doch überredet Darcy sie und die Gardiners, gemeinsam spazieren zu gehen. Zudem lädt er sie zu einer Gesellschaft ein, bei der auch die Bingleys und seine schüchterne Schwester Georgiana anwesend sind. Als dabei Caroline Bingley Wickhams Namen erwähnt, hält Georgiana abrupt in ihrem Klavierspiel inne. Elizabeth rettet die Situation, indem sie vom Thema ablenkt, wofür ihr Darcy einen dankbaren Blick zuwirft, den sie freundlich erwidert.
Lydias Fehltritt
Am nächsten Morgen erfährt Elizabeth aus zwei Briefen von Jane, dass ihre jüngste Schwester Lydia mit Wickham durchgebrannt ist. Elizabeth macht sich Vorwürfe, ihre Familie nicht vor Wickhams scheinheiligem Charakter gewarnt zu haben. Gleichzeitig droht der Skandal ihre Familie endgültig ins soziale Abseits zu stürzen und die Heiratschancen für sie und ihre Schwestern erheblich zu mindern. Als Darcy sie in ihrer Unterkunft mit Tränen in den Augen vorfindet, besteht er darauf zu erfahren, was passiert ist. Sie erklärt ihm die Umstände, worauf er sich eilig von ihr verabschiedet. Elizabeth ist überzeugt, dass sie ihn nie wiedersehen wird. Zurück in Longbourn erreicht die Bennets eine Nachricht der Gardiners: Wickham sei bereit, Lydia für eine finanzielle Gegenleistung zu heiraten. Elizabeth bereut es nun, Darcy von Lydias Fehltritt berichtet zu haben.
Lady Catherines Forderung
Wickham und Lydia treffen schließlich als verheiratetes Paar in Longbourn ein. Elizabeth erfährt dabei, dass es Darcy war, der das Paar in London ausfindig gemacht und die Hochzeit arrangiert hat. Im darauffolgenden Herbst reiten Bingley und Darcy nach Longbourn, wo Bingley zur Freude aller um Janes Hand anhält. Unerwartet trifft auch Lady Catherine ein und besteht darauf, mit Elizabeth unter vier Augen zu sprechen. Weil sie will, dass ihre kränkliche Tochter Anne Darcys Frau wird, verlangt sie von Elizabeth, auf eine Verbindung mit Darcy zu verzichten. Elizabeth weigert sich jedoch, Lady Catherine ein solches Versprechen zu geben. Bei einem gemeinsamen Spaziergang mit Darcy dankt ihm Elizabeth für den großen Dienst, den er ihrer Familie im Bezug auf Lydia erwiesen hat. Er gesteht ihr, es nicht für ihre Familie, sondern nur für sie getan zu haben. Elizabeth, die sich inzwischen über ihre innige Liebe zu ihm im Klaren ist, entschuldigt sich für ihr abweisendes Verhalten und gesteht ihrerseits, dass sich ihre Gefühle für ihn vollkommen gewandelt hätten. Es folgt eine Doppelhochzeit, bei der Bingley mit Jane und Darcy mit Elizabeth glücklich vor den Traualtar treten.

## Hintergrund

### Buchvorlage

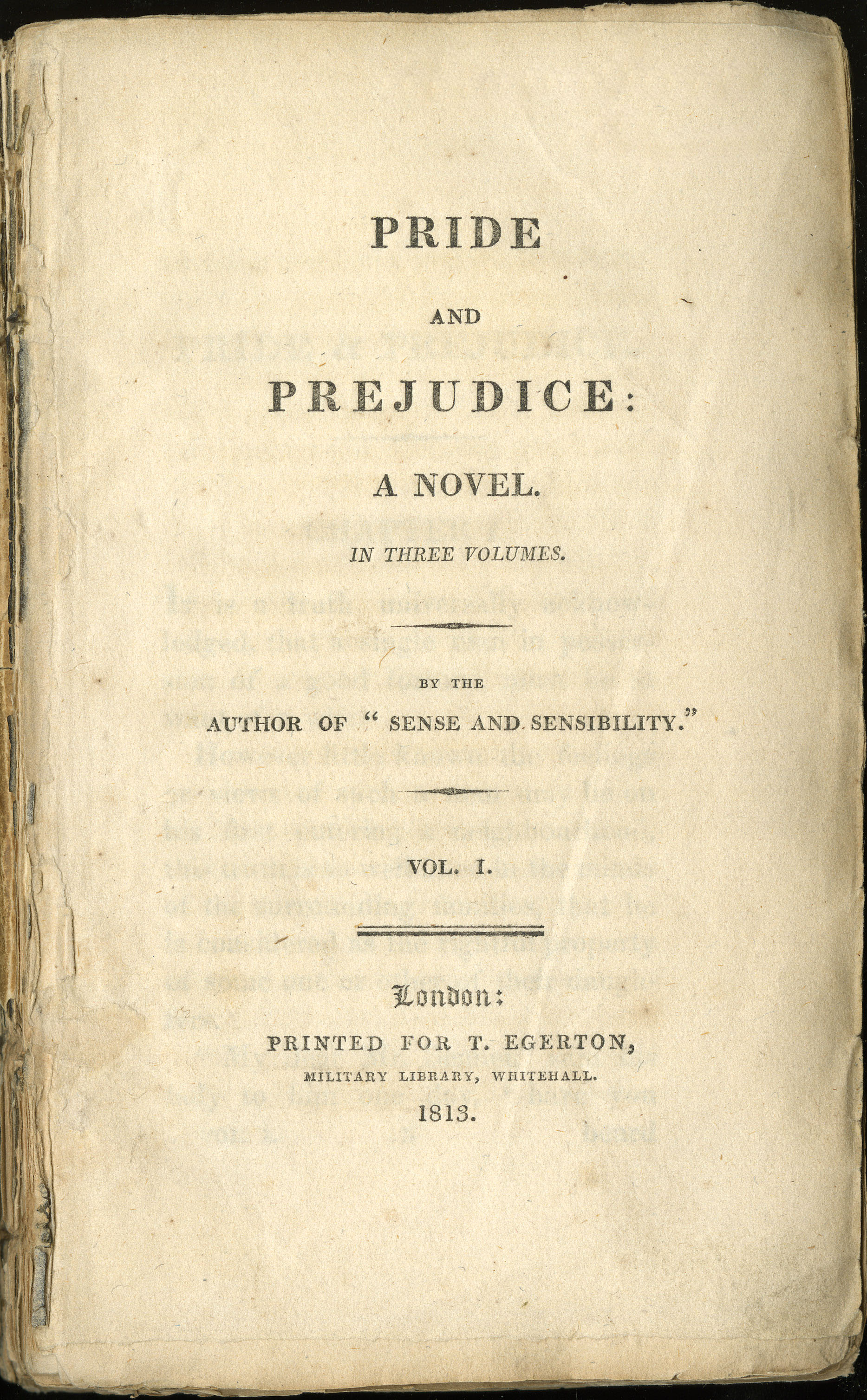
Die erste Ausgabe von Stolz und Vorurteil aus dem Jahr 1813

Jane Austens Roman Stolz und Vorurteil (Originaltitel: Pride and Prejudice) wurde erstmals 1813 auf Wunsch der Autorin anonym veröffentlicht. Nachdem das Buch in drei Bänden mit einer Auflage von 1500 Exemplaren in England erschienen und innerhalb eines halben Jahres ausverkauft war, worauf eine neue Auflage herausgegeben wurde, entwickelte sich Stolz und Vorurteil bereits zu Austens Lebzeiten zu ihrem beliebtesten Werk. Im 20. Jahrhundert wurde die Geschichte von Elizabeth Bennet und Mr. Darcy mehrfach verfilmt, unter anderem fünfmal als britische Fernsehverfilmung in den Jahren 1938, 1952, 1958, 1967 und 1980. In Hollywood versuchte man sich 1940 an einer ersten Leinwandadaption mit Greer Garson und Laurence Olivier in den Hauptrollen.
Im Herbst 1986 kamen die Produzentin Sue Birtwistle und der Drehbuchautor Andrew Davies überein, den Roman ein weiteres Mal für das Fernsehen zu adaptieren. Birtwistle hatte Austens Buch im Alter von 15 Jahren entdeckt und schwärmte später: „Ich habe es bestimmt hundertmal gelesen. Und ich entdecke immer noch etwas Neues darin. Jane Austen verschwendet kein einziges Wort. Nicht ein Satz ist unnötig.“ Auch Andrew Davies äußerte sich euphorisch: „Der Roman ist in der Tat mein Lieblingsbuch und das schon seit Jahren. Ich habe ihn aus purer Freude immer und immer wieder gelesen.“ Besonders die Hauptfigur des Romans habe es ihm angetan. „Wie alle anderen, habe ich mich in Elizabeth verliebt“, so Davies. „Sie ist sehr moralisch, sie hat einen wunderbaren Sinn für Humor, sie macht sich über andere Leute lustig und nimmt sich selbst nicht allzu ernst, ohne dabei ihr Licht unter den Scheffel zu stellen.“

### Drehbuch und Vorproduktion
Sowohl Davies als auch Birtwistle war daran gelegen, dem Geist des Romans treu zu bleiben. „Es ist ein lebendiges Buch und wir wollten unbedingt seine Vitalität vermitteln“, so Birtwistle. „Wir wollten nicht, dass die Darsteller nur steif in Salons herumsitzen.“ Um die visuellen Möglichkeiten des filmischen Erzählens zu nutzen und die Charaktere besonders menschlich erscheinen zu lassen, fügte Davies der Handlung kleine Szenen hinzu, die zwar nicht der literarischen Vorlage entstammen, jedoch die Zeit der Handlung charakteristisch widerspiegeln sollten. So sind etwa die Bennet-Schwestern zu sehen, wie sie sich einkleiden, um sich auf dem Heiratsmarkt zu präsentieren, oder die männlichen Akteure, wie sie den seinerzeit typischen Hobbys, dem Jagen und Fechten, nachgehen. Bereits die Anfangsszene, in der Mr. Bingley und Mr. Darcy nach Netherfield reiten, steht so nicht im Buch. Zudem schrieb Davies zusätzliche Dialoge, um bestimmte Ereignisse dem modernen Publikum zu erklären, ohne die ursprünglichen Dialoge des Romans allzu sehr zu verändern. Das Hauptproblem lag jedoch darin, die langen Briefe der Protagonisten in das Drehbuch zu integrieren. Davies bediente sich hierfür verschiedener Filmtechniken, wie Voice-over und Rückblenden, und ließ die Figuren die Briefe sich selbst oder einander vorlesen.
Da die bis dahin letzte Verfilmung von Stolz und Vorurteil nur wenige Jahre zurücklag, wurde das Drehbuch zunächst von keinem britischen Fernsehsender gekauft. Erst im Jahr 1993 erwarb der BBC-Produzent Michael Wearing die Verfilmungsrechte und brachte daraufhin die Produktion mit finanzieller Unterstützung des US-amerikanischen Privatsenders A&E Network ins Rollen. Anfang 1994 wurden schließlich der britische Regisseur Simon Langton und eine Reihe von Ausstattern für das Projekt verpflichtet.

### Besetzung
Bei der Besetzung von Stolz und Vorurteil legten die Produzentin Sue Birtwistle und der Regisseur Simon Langton viel Wert darauf, Schauspieler zu finden, die sich für einen Kostümfilm eignen und gleichzeitig genügend Esprit und Charme versprühen. Für die Rolle der 20-jährigen Elizabeth Bennet sprachen Hunderte von Schauspielerinnen zwischen 15 und 28 Jahren vor. Diejenigen unter ihnen, die auf den ersten Blick die richtige Ausstrahlung besaßen, wurden daraufhin vor einer Kamera in Kostümen und Make-up getestet. Von etwa zwölf finalen Kandidatinnen wurde schließlich die britisch-US-amerikanische Schauspielerin Jennifer Ehle für die Hauptrolle ausgewählt. Die damals 25-jährige Ehle hatte Austens Stolz und Vorurteil bereits im Alter von zwölf Jahren gelesen. „Elizabeth hat viele Charaktereigenschaften, von denen die Frauen der 1990er glauben, sie errungen oder gar erfunden zu haben,“ befand Ehle. „Es ist aufregend, diese in einer Frauenfigur wiederzufinden, die von einer Frau Anfang des 19. Jahrhunderts erschaffen wurde.“
Für die Rolle des stolzen Fitzwilliam Darcy wollte Birtwistle unbedingt Colin Firth, mit dem sie bereits 1987 für die Filmkomödie Dutch Girls zusammengearbeitet hatte. Der damals eher unbekannte britische Schauspieler Mitte 30 zögerte zunächst, das Angebot anzunehmen. Laut Birtwistle habe Firth bis dahin keine einzige Zeile von Jane Austen gelesen und ihre Bücher als typische Frauenliteratur betrachtet. Nachdem er jedoch das Drehbuch gelesen und Gefallen daran gefunden hatte, änderte er seine Meinung und nahm die Rolle schließlich an. Während der Dreharbeiten wurden Firth und Ehle auch hinter den Kulissen ein Paar. Ihre Beziehung wurde allerdings erst nach ihrer Trennung bekannt.
Die restlichen Rollen wurden mit weiteren britischen Schauspielern besetzt. Susannah Harker erhielt die Rolle der zurückhaltenden Jane Bennet. Alison Steadman als törichte Mrs. Bennet, Julia Sawalha als deren jüngste und frivole Tochter Lydia und Barbara Leigh-Hunt als gebieterische Lady Catherine de Bourgh wurden ohne Vorsprechen sofort engagiert. Für die Rolle des zynischen Mr. Bennet wurde Benjamin Whitrow verpflichtet, der für seine Leistung eine Nominierung für den BAFTA TV Award erhielt.
Um Charles Bingley nicht nur vom Charakter her, sondern auch physisch von Mr. Darcy abzuheben, bekam der blonde Crispin Bonham-Carter den Part des gutherzigen, jedoch leicht beeinflussbaren Mr. Bingley. Ursprünglich hatte Bonham-Carter für die Rolle des charmanten und betrügerischen George Wickham vorgesprochen, der schließlich von Adrian Lukis gespielt wurde. Bonham-Carter, der mit der Schauspielerin Helena Bonham Carter verwandt ist, war im Nachhinein alles andere als unzufrieden. Den Bingley zu spielen sei für ihn gewesen „wie ein Traum, der wahr wurde“. Er fand, dass Darcys Freund zwar fortwährend als lieber, naiver Kerl daherkomme, er sich aber dennoch weiterentwickle. Am Anfang habe er sich noch stark von Darcy beeinflussen lassen, doch werde er dann „ein bisschen erwachsen“ und habe „eigene Meinungen“. Bingleys eingebildete Schwester Caroline wurde von Anna Chancellor gespielt, die 1994 als Hugh Grants ehemalige Flamme Henrietta alias „Duckface“ in Vier Hochzeiten und ein Todesfall bekannt geworden war.
Bei der Besetzung von Darcys jüngerer Schwester Georgiana fiel es den Produzenten schwer, eine geeignete Darstellerin zu finden, die Unschuld, Stolz und Schüchternheit vermitteln konnte und zudem fähig war, Klavier zu spielen. Nachdem mehr als 70 Schauspielerinnen getestet worden waren, entschied sich Regisseur Langton für Emilia Fox, deren Mutter Joanna David die Rolle der Mrs. Gardiner spielte.

### Dreharbeiten

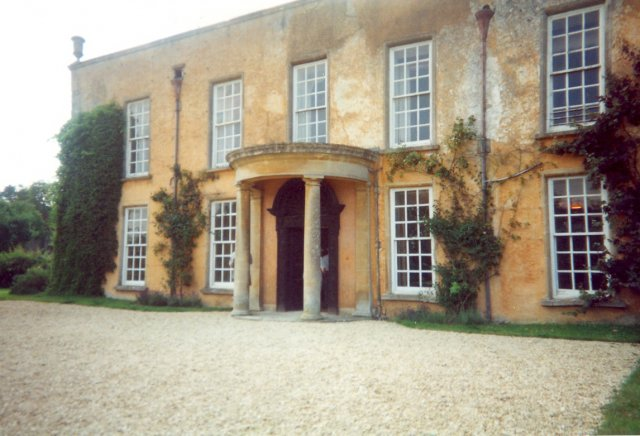
Luckington Court als Longbourn, das Haus der Bennets

Zwei Wochen bevor die offiziellen Dreharbeiten im Juni 1994 begannen, trafen sich etwa 70 Beteiligte aus Stab und Besetzung für erste Dreh- und Tanzproben. Daraufhin dienten acht Bühnen der BBC-Studios in London und 24 verschiedene Außendrehorte in England als Schauplätze der Handlung. Die meisten altehrwürdigen Gebäude, die in der Verfilmung zu sehen sind, gehören dem britischen National Trust und stehen damit unter Denkmalschutz. Als Drehort für das Dorf Meryton diente der kleine Ort Lacock in Wiltshire, der ebenfalls unter dem Schutz des National Trust steht. Nicht weit entfernt entdeckten die Produzenten das Privathaus Luckington Court, das ihnen als Heim der Familie Bennet geeignet schien. Dort fanden daraufhin für zehn Wochen Innen- und Außenaufnahmen statt.

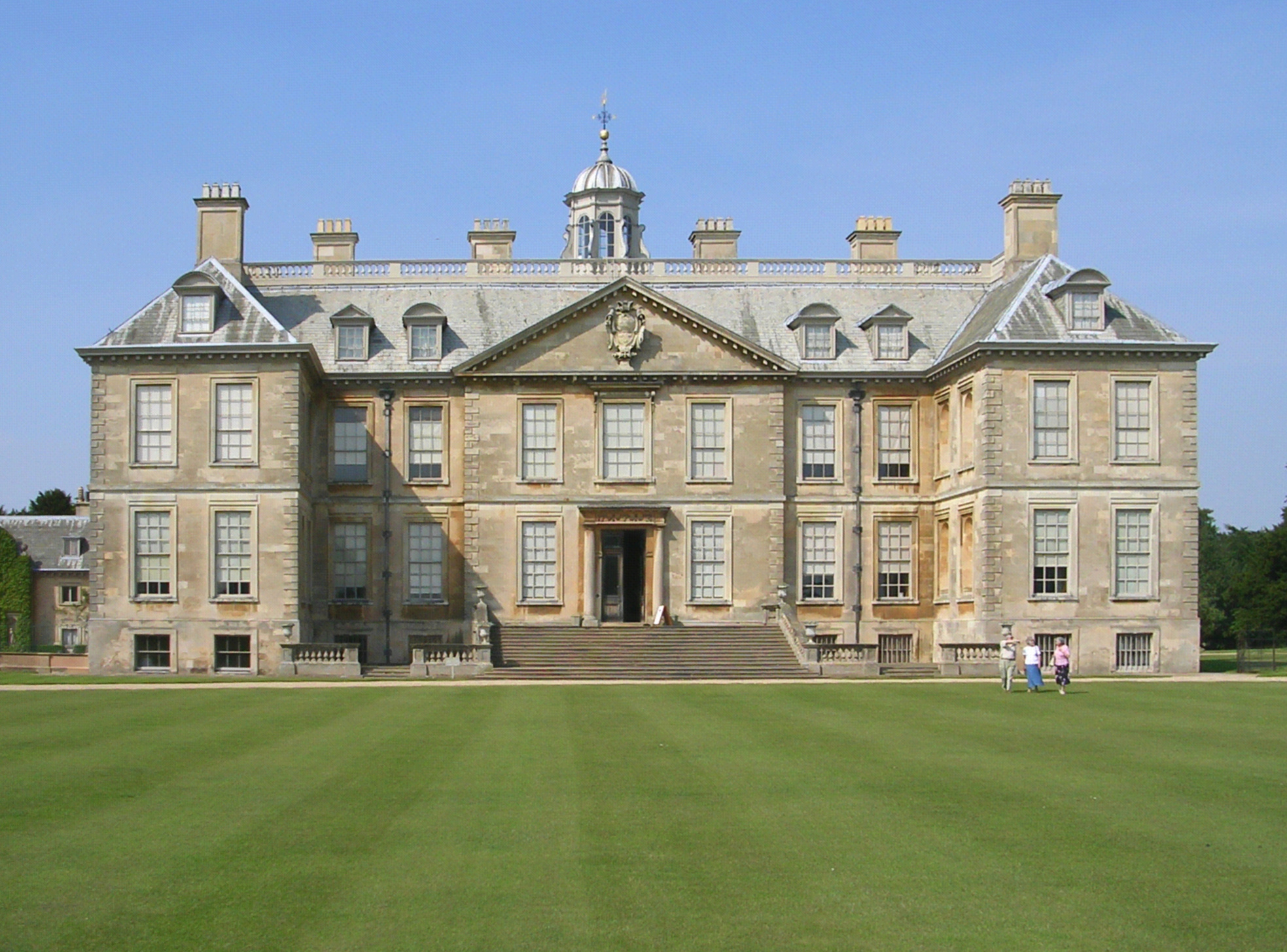
Belton House als Rosings

Im Kontrast zu diesem eher schlichten Gebäude wurde Lyme Park in Cheshire als Darcys prächtiges Anwesen Pemberley ausgewählt, wo allerdings nur Außenaufnahmen gemacht werden durften. Die Interieurs von Pemberley wurden stattdessen in Sudbury Hall in Sudbury, Derbyshire, gedreht. Als Drehort für Lady Catherine de Bourghs pompöse Residenz Rosings entschied man sich für Belton House in Grantham, Lincolnshire, während man mit Old Rectory in Teigh, Leicestershire, ein geeignetes Haus für Mr. Collins’ bescheidenes Heim Hunsford fand. Edgcote House in Banbury, Oxfordshire, diente als Kulisse für Bingleys Sommersitz Netherfield.
Die Szenen in den Straßen von London entstanden in Warwick, Warwickshire, während die Rückblenden von Wickhams Versuch, mit Georgiana durchzubrennen, im englischen Badeort Weston-super-Mare in Somerset gedreht wurden. Die Dreharbeiten erstreckten sich bis November 1994, worauf die Postproduktion bis Mitte Mai 1995 erfolgte.

## Filmmusik
Der US-amerikanische Filmkomponist Carl Davis hatte zuvor bereits für mehrere BBC-Produktionen die Musik geschrieben und so auch an der von Sue Birtwistle produzierten Buchadaption Hotel du Lac (1986) gearbeitet. Als er von Birtwistles Austen-Projekt erfuhr, schlug er ihr vor, auch für Stolz und Vorurteil die Musik zu schreiben. Gemeinsam arbeiteten sie heraus, welcher Musikstil zu den einzelnen Charakteren am besten passen könnte. Davis ließ sich bei seiner Arbeit unter anderem von Beethovens Septett inspirieren, das zur Zeit der Handlung sehr populär gewesen war und die musikalische Grundlage für die intimeren Szenen der Verfilmung werden sollte. Um ein Gefühl dafür zu bekommen, welche Musikstücke die einzelnen Figuren in Stolz und Vorurteil am Klavier spielen und singen würden, studierte er zudem Jane Austens erhalten gebliebenes Notenbuch.
In der von Dynamik geprägten Titelmelodie, die vor allem Elizabeth Bennets vor Energie strotzende Wanderungen musikalisch wiedergeben sollte, verarbeitete Davis den der Geschichte zugrundeliegenden Konflikt zwischen Herz und Verstand. Die vom Klavier gespielten Sechzehntelnoten repräsentieren dabei den Verstand und das lyrische von Flöten und Streichern gespielte Thema das Herz. Dass wie in der Handlung Männer und Frauen seinerzeit auf der Suche nach einem passenden Ehepartner sprichwörtlich auf die Jagd gehen mussten, unterstrich Davis wiederum mit jagdtypischen Horn-Motiven. Für Davis sollte Stolz und Vorurteil eine seiner erfolgreichsten Fernseharbeiten werden.
Neben seiner Filmmusik und englischen Volksliedern wie God Rest You Merry, Gentlemen und The Barley Mow fanden in Stolz und Vorurteil einige Musikstücke zeitgenössischer Komponisten Verwendung, die im Verlauf der Handlung von Mary Bennet, Mrs. Hurst, Elizabeth Bennet und Georgiana Darcy am Pianoforte gespielt und gesungen werden:
- Suite Nr. 5 in E-Dur: IV. Air mit Variationen („The Harmonious Blacksmith“, HWV 430) von Georg Friedrich Händel
- Klaviertrio Nr. 39 in G-Dur („Zigeunertrio“, Hob. XV/25) von Joseph Haydn
- La molinara: Nel cor più non mi sento von Giovanni Paisiello
- Serse: Ombra mai fu von Georg Friedrich Händel in der englischen Version Slumber, Dear Maid
- A Pastoral Song („My Mother Bids Me Bind My Hair“, Hob XXVIa/27) von Joseph Haydn
- Klaviersonate Nr. 11 in A-Dur: III. Rondo alla turca (KV 331) von Wolfgang Amadeus Mozart
- Klaviersonate Nr. 11 in A-Dur: I. Andante grazioso (KV 331) von Wolfgang Amadeus Mozart
- Le nozze di Figaro: Nr. 12 – Voi che sapete che cosa è amor von Wolfgang Amadeus Mozart in einer englischen Version
- Andante für Klavier in F-Dur (WoO 57) von Ludwig van Beethoven
- Sonatine Op. 36, Nr. 4 in F-Dur: II. Andante von Muzio Clementi

Für die Tanzszene mit Elizabeth und Darcy auf dem Ball in Netherfield entschied man sich für den Kontratanz Mr. Beveridge’s Maggot, der mit seiner Melodie und den dazugehörigen Tanzschritten in einer neueren Auflage (1695) von John Playfords The English Dancing Master, einem Nachschlagewerk für englische Gesellschaftstänze, überliefert und – obwohl zu Jane Austens Lebzeiten bereits aus der Mode – auch in der Austen-Verfilmung Emma (1996) verwendet wurde.
Der Soundtrack des Films wurde 1995 in Europa und Australien von EMI und 1996 in den USA von Angel Records mit insgesamt 24 Kompositionen von Carl Davis auf CD veröffentlicht.

## Rezeption

### Veröffentlichung und Nachwirkung
Stolz und Vorurteil wurde an sechs aufeinanderfolgenden Sonntagabenden vom 24. September bis 29. Oktober 1995 erstmals im britischen Fernsehen gezeigt. Bei der Ausstrahlung des letzten Teils verfolgten zehn Millionen Zuschauer, wie Elizabeth und Darcy heiraten. Die Folge bescherte der BBC damit einen Marktanteil von 40 Prozent, was bis dahin noch keiner Literaturverfilmung des britischen Senders gelungen war. Die Produktionskosten von damals umgerechnet 14 Millionen Mark konnten über Werbeeinnahmen und Verkäufe ins Ausland locker wieder eingenommen werden. Noch ehe die letzte Folge ausgestrahlt wurde, sicherten sich acht weitere Länder die Ausstrahlungsrechte, während in Großbritannien bereits 70.000 Videokassetten mit der kompletten Reihe verkauft wurden. Eine Sprecherin der BBC nannte die enorme Nachfrage „ein großes Phänomen“, vor allem im Hinblick darauf, dass es den Zuschauern möglich war, die Folgen selbst auf Video aufzuzeichnen. Auch der Soundtrack mit der Filmmusik von Carl Davis und ein Begleitbuch von Sue Birtwistle und Susie Conklin mit dem Titel The Making of Pride and Prejudice fanden schnell großen Absatz.

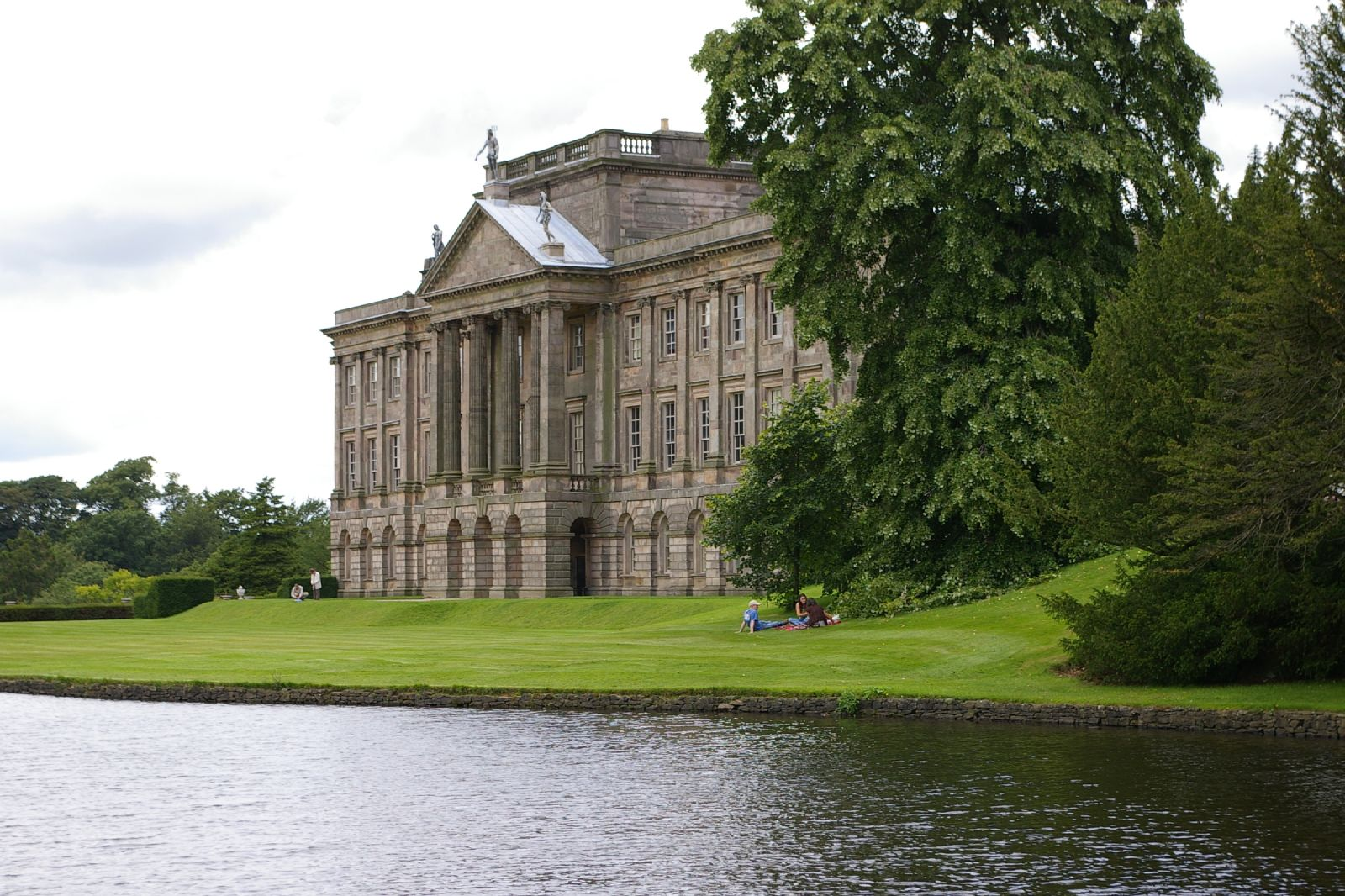
Lyme Park in Cheshire, der Außendrehort von Darcys Pemberley

Im Zuge dessen eroberte Jane Austens Roman von 1813 die Bestsellerlisten, während der National Trust mit seinen Schlössern und Anwesen, die in der Verfilmung zu sehen sind, zahlreiche Anfragen zu Tapetenmustern und Vorhängen erhielt. Auch strömen seither zahlreiche Touristen zu den Drehorten, um Pemberley oder Longbourn zu besichtigen. Ohnehin herrschte Mitte der 1990er Jahre eine regelrechte Austen-Manie, nachdem weitere Adaptionen von Austens Romanen auch im Kino sehr erfolgreich gelaufen waren, wie etwa Sinn und Sinnlichkeit (1995) mit Emma Thompson und Kate Winslet, Emma (1996) mit Gwyneth Paltrow oder auch die Teenie-Komödie Clueless – Was sonst! (1995), deren Handlung auf Austens Emma basiert.
In den Vereinigten Staaten schalteten im Januar 1996 bis zu 3,7 Millionen Zuschauer ein, als der Sender A&E Network die sechsteilige Verfilmung in Doppelfolgen an drei Abenden ausstrahlte. In Deutschland wurde Stolz und Vorurteil erstmals zu Ostern 1997 vom 28. bis 30. März gezeigt. Das ZDF hatte sich die Rechte gesichert, gab eine deutsche Synchronisation in Auftrag und strahlte die Austen-Adaption als Dreiteiler in einer um etwa 30 Minuten gekürzten Fassung aus. Daraufhin erschien auch eine deutsche Ausgabe des Buchs über die Dreharbeiten von Birtwistle und Conklin unter dem Titel Stolz und Vorurteil: Die Welt der Jane Austen.
Die internationalen Kritiken fielen mit wenigen Ausnahmen ausgesprochen positiv aus, wobei besonders die üppige Ausstattung und die Leistung der Darsteller gelobt wurden. Stolz und Vorurteil wurde zudem in sechs Kategorien für den britischen BAFTA TV Award nominiert, den Jennifer Ehle als beste Hauptdarstellerin gewinnen konnte. In den Vereinigten Staaten erhielt die Produktion vier Nominierungen für den Emmy, mit dem letztlich das Kostümdesign ausgezeichnet wurde.

### Kritiken
„Was Fernsehadaptionen von literarischen Klassikern angeht, könnte diese wahrscheinlich nicht besser sein“, befand Gerald Gilbert im Independent. Colin Firth wirke in seiner Rolle „kein bisschen verweichlicht oder oberflächlich“ und Jennifer Ehle zeige als Elizabeth „die passend geistreiche Intelligenz“. Benjamin Withrow wiederum stehle als Mr. Bennet häufig die Show. John J. O’Connor von der New York Times sprach von einer „grandiosen Adaption“, die „mit einem bemerkenswert werkgetreuen und fein nuancierten Skript von Andrew Davies […] ein geistreicher Mix aus Liebesgeschichte und sozialen Wirren“ geworden sei. Die Szenen mit Mr. Collins und seiner Gönnerin, Lady Catherine de Bourgh, seien „höchst amüsant“. Jennifer Ehle sei es gelungen, Lizzy „auffallend intelligent und selbstbewusst“ darzustellen, „ohne überheblich zu wirken“. Colin Firth habe wiederum „hervorragend Mr. Darcys versnobten Stolz eingefangen“, während er gleichzeitig durch seine „intensiven Blicke“ vermittle, dass er sich gegen seinen Willen verliebe.
Tony Scott von Variety fand, dass die Szene, in der sich Elizabeth und Darcy auf seinem Anwesen zufällig treffen, der „vielleicht schönste Moment der gesamten bewundernswerten Adaption“ sei. Dank der „herrlichen“ Kameraarbeit von John Kenway und dem „geschickten“ Schnitt von Peter Coulson sehe das Resultat „einfach hinreißend“ aus. Darüber hinaus habe sich der Dekorateur Gerry Scott mit der Innenausstattung selbst übertroffen, und auch die Außenaufnahmen seien „überwältigend“.
Für Ginia Bellafante von Time war Stolz und Vorurteil eine „aufwändige und geschmackvolle“ Adaption, die keine Nuance von Austens schelmischem Humor missen lasse. Die Produktionswerte seien „erstklassig“. So habe man etwa die „Gärten und Salons sehr sorgfältig studiert“. Doch „inmitten der Gediegenheit“ lauere auch „erotische Spannung“. Firth spiele Mr. Darcy, „als ob er eine Schöpfung der Brontës und nicht der ironischen, abgeklärten Austen wäre“. Dieser Darcy sei „vollkommen eingenommen von seiner Leidenschaft“ für die von Jennifer Ehle gespielte „geistreiche, redegewandte Heldin des Romans“ – seine Augen seien „durchdringend“ und „er kann sie nicht von ihr nehmen“. „Die Darsteller spielen hervorragend“, lobte auch Mike Cummings vom All Movie Guide. Vor allem Jennifer Ehle und Colin Firth hätten ihn als Elizabeth Bennet und Mr. Darcy überzeugt.
Klaus Wienerts Urteil in der Berliner Zeitung fiel dagegen „zwiespältig“ aus. Zwar seien „die Darstellerleistungen bemerkenswert“. Auch seien „die Kulissen und Kostüme vom Allerfeinsten, die Landschaften unvergleichlich grün und schön und die Herrensitze einmalig prächtig“. Verglichen mit Sinn und Sinnlichkeit falle jedoch auf, dass „es den BBC-Machern gerade an jenem Quentchen Distanz fehlte, an jenem feinen Hauch von Ironie, der die süßliche Austen-Geschichte heute überhaupt erst verdaulich macht“. Diese sei daher „reichlich platt“ ausgefallen.
Das Lexikon des internationalen Films lobte wiederum die Inszenierung dafür, „die literarische Sprache der Autorin, vor allem ihre scharfsinnige Beschreibung der gesellschaftlichen Verhältnisse und der menschlichen Natur“, mithilfe der glaubwürdigen Darsteller hervorzuheben und „dem oft statischen Geschehen visuelle Reize ab[zugewinnen]“. TV Spielfilm konstatierte, dass die BBC-Produktion weiterhin „als ein Beleg dafür gelten [darf], dass die Briten im Historien- und Kostümfilm unschlagbar sind“. Entstanden sei „herrlich ausgestattetes, toll gespieltes Ausnahme-TV“, das sich auch Zeit für die Feinheiten der literarischen Vorlage nehme, die als Porträt ihrer Zeit weiterhin „zu fesseln vermag“.

### Auszeichnungen
BAFTA TV Awards
- Beste Hauptdarstellerin – Jennifer Ehle
- Nominierung in der Kategorie Beste Dramaserie
- Nominierung in der Kategorie Bester Hauptdarsteller – Colin Firth
- Nominierung in der Kategorie Bester Hauptdarsteller – Benjamin Whitrow
- Nominierung in der Kategorie Bestes Kostümdesign – Dinah Collin
- Nominierung in der Kategorie Beste Maske – Caroline Noble

Emmy
- Bestes Kostümdesign einer Miniserie – Dinah Collin
- Nominierung in der Kategorie Beste Miniserie
- Nominierung in der Kategorie Bestes Drehbuch einer Miniserie – Andrew Davies
- Nominierung in der Kategorie Beste Choreografie – Jane Gibson

Weitere
- Nominierung für den Golden Satellite Award in der Kategorie Beste Miniserie
- Television Critics Association Award in der Kategorie Beste Miniserie
- Writers’ Guild of Great Britain Award in der Kategorie Bestes Drehbuch einer Dramaserie (Andrew Davies)
- Zwei Broadcasting Press Guild Awards in den Kategorien Beste Dramaserie und Bester Darsteller (Colin Firth)
- Drei Nominierungen für den National Television Award in den Kategorien Beliebtester Darsteller (Colin Firth), Beliebteste Darstellerin (Jennifer Ehle) und Beliebteste Dramaserie
- Banff Rockie Award in der Kategorie Beste Miniserie und Grand Prize beim Banff Television Festival

## Deutsche Fassungen
Die deutsche Synchronfassung entstand für die erste Fernsehausstrahlung im ZDF, bei der Stolz und Vorurteil vom 28. bis zum 30. März 1997 in drei Teilen gesendet wurde. Für diese Fassung wurde die englische Originalversion um etwa 30 Minuten gekürzt. 2005 wurde die ZDF-Fassung auf einer deutschen DVD veröffentlicht. Im Juli 2008 erschien eine weitere DVD, auf der neben der ZDF-Fassung auch die ungeschnittene englische Langfassung mit deutschen Untertiteln enthalten ist. Im Mai 2010 kam schließlich eine DVD auf den Markt, die auch die Langfassung komplett in deutscher Sprache enthält. Die vorher herausgeschnittenen Szenen wurden dabei jedoch nicht von den ursprünglichen Sprechern nachsynchronisiert. Diese Langfassung wurde in Doppelfolgen vom 7. bis zum 21. Juni 2012 an drei Donnerstagabenden von Arte erstmals im deutschen Fernsehen gezeigt und im Februar 2018 auch auf Blu-ray herausgebracht.
| Rolle                    | Darsteller         | Synchronsprecher           |
| ------------------------ | ------------------ | -------------------------- |
| Elizabeth Bennet         | Jennifer Ehle      | Juana-Maria von Jascheroff |
| Mr. Darcy                | Colin Firth        | Stefan Gossler             |
| Mrs. Bennett             | Alison Steadman    | Uta Hallant                |
| Mr. Bennet               | Benjamin Whitrow   | Hasso Zorn                 |
| Kitty Bennet             | Polly Maberly      | Kellina Klein              |
| George Wickham           | Adrian Lukis       | Torsten Sense              |
| Lady Catherine de Bourgh | Barbara Leigh-Hunt | Bettina Schön              |
| Mrs. Gardiner            | Joanna David       | Sonja Deutsch              |
| Colonel Fitzwilliam      | Anthony Calf       | Tom Vogt                   |